# Modestas Vaičiulis
Modestas Vaičiulis, né le 11 avril 1989 à Ignalina, est un fondeur lituanien.

## Biographie
Il prend part aux compétitions de la FIS à partir de 2007, commençant par le Festival olympique de la jeunesse européenne et à la Coupe du monde à partir de novembre 2008. Vaičiulis dispute son premier championnat du monde en 2009 à Liberec.
En 2010, il prend part aux Jeux olympiques à Vancouver, pour se classer 54e du sprint classique et 18e du sprint par équipes. Depuis, il obtient d'autres sélections pour les Championnats du monde 2011, 2015, 2017 et 2021, réalisant son meilleur résultat individuel en 2011 à Oslo avec la 57e sur le sprint libre.
Huit ans après sa première participation, Vaičiulis est de retour aux Jeux olympiques pour l'édition 2018 à Pyeongchang, où il figure au départ de trois courses, terminant au mieux 42e en individuel sur le sprint classique.
En décembre 2020, après plus de 30 départs à ce niveau, il passe pour la première fois dans la phase finale lors d'un sprint de Coupe du monde à Dresde, où il se classe 28e et marque ses premiers points pour le classement général.

## Palmarès

### Jeux olympiques
| Épreuve / Édition   | Sprint                           | Sprint    | 15 km | 15 km                            | Skiathlon 2 × 15 km | 50 km | Relais | Relais    |
| Épreuve / Édition   | libre                            | classique | libre | classique                        | Skiathlon 2 × 15 km | 50 km | Sprint | 4 × 10 km |
| JO 2010 Vancouver   | Épreuve inexistante à cette date | 54e       | -     | Épreuve inexistante à cette date | -                   | —     | 18e    | —         |
| JO 2018 Pyeongchang | Épreuve inexistante à cette date | 42e       | 92e   | Épreuve inexistante à cette date | -                   | -     | 22e    | —         |

Légende :
- : pas d'épreuve
- — : Non disputée par Modestas Vaičiulis

### Championnats du monde
| Épreuve / Édition        | Sprint                           | Sprint                           | 15 km                            | 15 km                            | Poursuite (skiathlon) 2 × 15 km | 50 km | Relais | Relais    |
| Épreuve / Édition        | libre                            | classique                        | libre                            | classique                        | Poursuite (skiathlon) 2 × 15 km | 50 km | Sprint | 4 × 10 km |
| Mondiaux 2009 Liberec    | 60e                              | Épreuve inexistante à cette date | Épreuve inexistante à cette date | 73e                              | -                               | —     | 21e    | -         |
| Mondiaux 2011 Oslo       | 57e                              | Épreuve inexistante à cette date | Épreuve inexistante à cette date | 79e                              | -                               | -     | 21e    | —         |
| Mondiaux 2015 Falun      | Épreuve inexistante à cette date | 66e                              | -                                | Épreuve inexistante à cette date | -                               | —     | 20e    | -         |
| Mondiaux 2017 Lahti      | 65e                              | Épreuve inexistante à cette date | Épreuve inexistante à cette date | -                                | -                               | -     | 18e    | —         |
| Mondiaux 2021 Oberstdorf | 71e                              | Épreuve inexistante à cette date | Épreuve inexistante à cette date | -                                | -                               | —     | 26e    | 17e       |

Légende :
- : pas d'épreuve
- — : Non disputée par Modestas Vaičiulis

### Coupe du monde
- Meilleur classement général : 141e en 2021.
- Meilleur résultat individuel : 28e.

#### Classements en Coupe du monde
| Année     | Classement général final | Classement sprint |
| 2020-2021 | 141e                     | 89e               |